# Permission to Dance On Stage
Permission to Dance On Stage è stata una serie di concerti della boy band sudcoreana BTS, iniziata il 24 ottobre 2021 e terminata il 16 aprile 2022.

## Descrizione
Il concerto di apertura è stato annunciato il 15 settembre 2021 e si è tenuto il 24 ottobre allo Stadio Olimpico di Seul, senza pubblico presente a causa della pandemia di COVID-19, venendo trasmesso esclusivamente in live streaming. Le immagini sono state diffuse in qualità HD o 4K da sei angoli di ripresa differenti, e sono state decorate da testi e disegni in sovrimpressione grazie alla tecnologia Visual Effect View (VEV). V si è esibito seduto dopo aver accusato dolori al polpaccio durante le prove.
Tutti gli spettacoli della tappa nordamericana dal SoFi Stadium sono stati proiettati anche in diretta allo YouTube Theater, e la data finale è stata trasmessa simultaneamente in streaming. Il 28 novembre è salita sul palco anche Megan Thee Stallion per eseguire il suo remix di Butter, mentre lo show del 2 dicembre è stato chiuso da un'apparizione a sorpresa di Chris Martin per un'esibizione di My Universe.
Il 10, il 12 e il 13 marzo 2022 si sono esibiti nuovamente allo Stadio Olimpico di Seul; in ottemperanza alle disposizioni anti-COVID, la capacità è stata ridotta a 15 000 spettatori a serata, pari al 22,9% dei 65 599 posti normalmente disponibili; ciononostante, è stato il più grande evento di musica live in Corea del Sud dall'inizio della pandemia. Seguendo le linee guida del governo, è stato anche vietato gridare, cantare in gruppo, portare striscioni e stare in piedi: il pubblico ha potuto acclamare solo agitando dei ventagli. Il primo e l'ultimo spettacolo sono stati resi disponibili in live streaming, mentre il secondo, prodotto e diretto da Hybe e Big Hit Music, è stato proiettato in diretta in 3 711 cinema di 75 Paesi del mondo su distribuzione Trafalgar Releasing. In alcuni territori, come il Nord America, è stato trasmesso in differita a causa del diverso fuso orario.
L'8, il 9, il 15 e il 16 aprile hanno suonato all'Allegiant Stadium di Paradise, Nevada. Si sono potuti seguire tutti gli spettacoli anche in diretta all'MGM Grand Garden Arena, mentre solo l'ultimo è stato trasmesso simultaneamente in streaming. Jin si è esibito solo in alcune delle coreografie, essendo stato operato all'indice della mano sinistra a marzo. Durante il soggiorno del gruppo in città, gli alberghi della catena MGM Resorts International e gli esercizi dell'area circostante hanno organizzato diversi eventi a tema, tra cui un pop-up store all'Area15 sulla Strip, giochi d'acqua alle fontane del Bellagio, after party post-concerto all'Aria Resort and Casino, e menù speciali al Mandalay Bay. Un numero selezionato di spettatori che ha prenotato una stanza a tema BTS in undici MGM Resort utilizzando uno speciale codice sconto chiamato "BTS Rate" ha avuto accesso a merchandising limitato ispirato al concerto.

## Accoglienza

### Commerciale
Il concerto di apertura è stato seguito in streaming da spettatori provenienti da 197 Paesi e regioni.

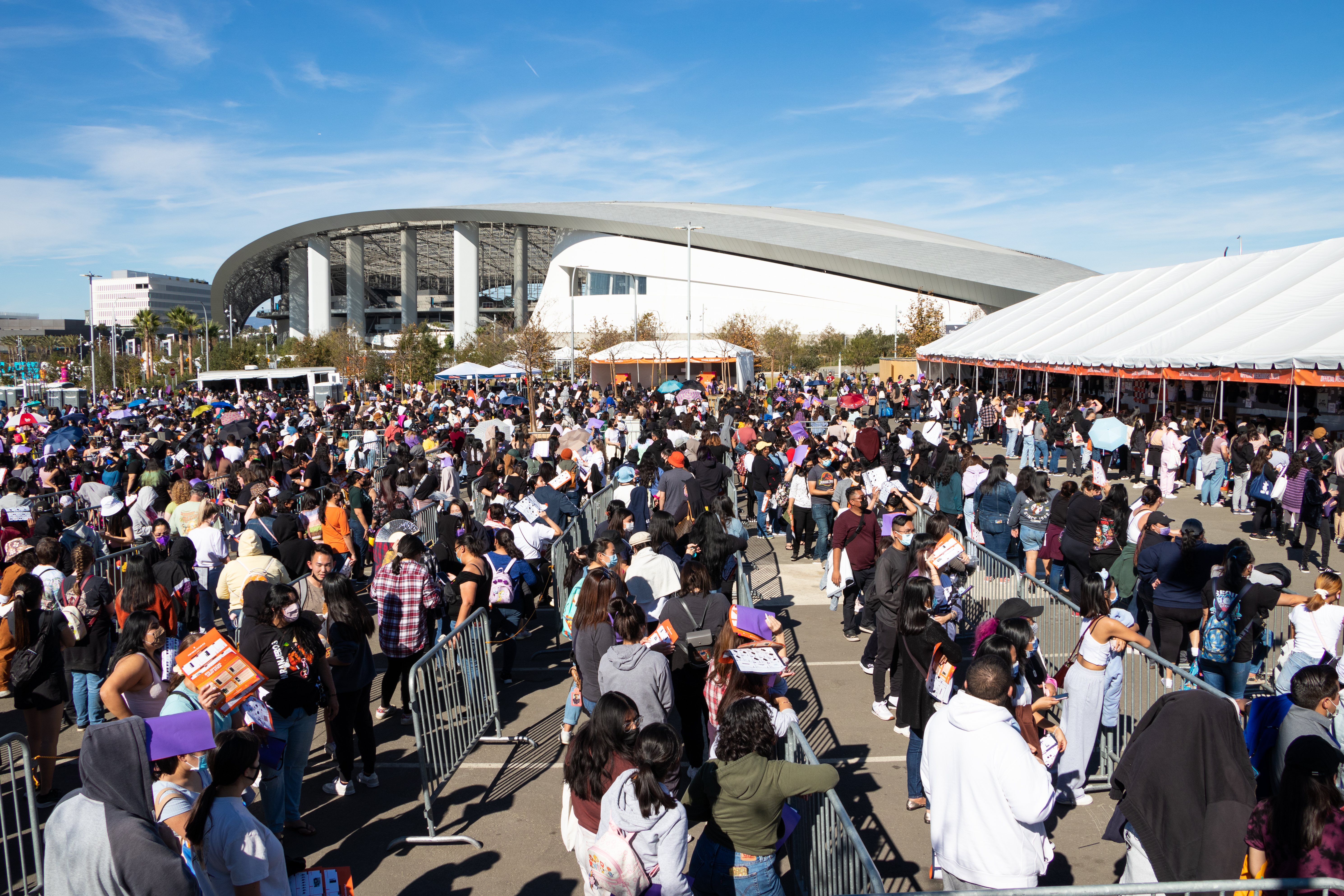
Fan in coda all'esterno del SoFi Stadium per acquistare il merchandising del concerto.

Tutti i biglietti per la tappa americana del 2021 sono andati esauriti durante le prevendite per il fan club, realizzando le vendite più alte per un concerto al SoFi Stadium. Secondo la Big Hit Music, agenzia dei BTS, hanno attratto 214 000 presenze in quattro serate, 18 000 fan hanno seguito in diretta gli show dallo YouTube Theater e 581 000 spettatori si sono collegati al live streaming a pagamento dell'ultimo show, per un totale di 813 000 presenze. L'incasso di 33,3 milioni di dollari è stato il migliore registrato sul territorio statunitense in 18 anni, e il secondo in Nord America in 30 anni.
In Corea del Sud, i 36 000 biglietti per assistere alla proiezione del concerto del 12 marzo 2022 sono terminati in meno di un'ora nelle tre catene multisala più grandi del Paese. Lotte Cinema li ha finiti in 10 minuti, CGV in 15 minuti nell'area metropolitana di Seul e in 20-30 nel resto del territorio. Gli show dal vivo hanno fatto il tutto esaurito nel giro di qualche ora dall'inizio delle prevendite per i soli membri del fan club. Complessivamente, le tre serate sono state seguite da 2,46 milioni di persone: 45 000 in presenza allo Stadio Olimpico, 1,02 milioni in collegamento streaming da 191 Paesi, e 1,4 milioni nei cinema di 75 territori. La proiezione ha incassato 32,6 milioni di dollari a livello globale: negli Stati Uniti si è posizionata terza al botteghino con 6,84 milioni di dollari, così come nel Regno Unito con 899 127 sterline, mentre in Italia seconda con 403 613 euro e 17 219 spettatori.
I biglietti per la tappa di Las Vegas sono andati esauriti durante la prima giornata di prevendite per il fan club. Si sono mobilitati 624 000 spettatori, di cui 200 000 all'Allegiant Stadium, 22 000 all'MGM Grand Garden Arena e 402 000 in collegamento streaming da 182 Paesi e territori durante lo show del 16 aprile 2022. È stato il tour di maggior successo di aprile, guadagnando 35,9 milioni di dollari, il record massimo per Las Vegas e lo Stato del Nevada; è diventato inoltre il secondo incasso più alto mai registrato in Nord America (inferiore solo ai 38,7 milioni di dollari guadagnati da Bruce Springsteen nel 2003 al Giants Stadium), il quinto boxscore più alto di sempre e il decimo a superare i 30 milioni di dollari. I BTS sono gli unici artisti non provenienti da Stati Uniti o Regno Unito a incassare tanto in una singola venue.

### Critica
Recensendo lo spettacolo online da Seul, Rhian Daly di NME ha scritto che "Permission to Dance On Stage è un altro esempio impeccabile della capacità del gruppo di adattarsi, eccellere e conquistare, anche quando il percorso della vita è tutt'altro che agevole", complimentando la scaletta che "mette in mostra il ricco spettro emotivo che è la discografia dei BTS [...] per creare segmenti che creano stati d'animo diversi."
Per Kevin E G Perry di The Independent, lo show del 28 novembre al SoFi Stadium è stato "una successione sublime di hit pop, combinando routine di ballo meticolosamente coreografate a momenti chiaramente spontanei di sentita sincerità, [...] giocoso e poi profondamente serio, musicalmente accecante e mai eseguito con niente di meno della totale autenticità." Consequence ha inserito le quattro serate americane tra i dodici concerti migliori dell'anno. Lenika Cruz del The Atlantic le ha descritte come "una sorta di convalida dei BTS—del loro talento, autenticità, portata, e legame emotivo con i fan. Tutte queste cose erano state messe in discussione dai critici, o a volte dagli artisti stessi, nel 2021. Le quattro serate sono state rumorose, estatiche, e la prova toccante che si erano tutti sbagliati."
Abby Webster di NME ha sottolineato l'assenza di performance soliste dalla scaletta, ritenendo che con tale scelta "i BTS accendono invece i riflettori sulla miscela alchemica unica che possono evocare solo come set completo." Dong Sun-hwa del Korea Times ha indicato l'esibizione di Black Swan come uno dei momenti più accattivanti, così come Alexis Hodoyán-Gastélum di Rolling Stone, che ne parlato come di un'"interpretazione maestosa [...] in cui, insieme ai loro ballerini, i ragazzi hanno mostrato la massima precisione e abilità per simulare in modo sorprendente le ali di un cigno tramite la danza."

## Scalette
I BTS hanno diviso lo show in quattro parti i cui nomi sono ispirati all'ultimo verso di Butter: Hotter (da On a DNA), Deeper (da Blue & Grey a Fake Love), Sweeter (da Life Goes On a Butter) e Cooler (da dopo Butter fino alla conclusione). Contrariamente ai loro concerti precedenti, non sono inclusi numeri solisti.
Queste le scalette del 2021:
1. On
2. Fire
3. Dope
4. DNA
5. Blue & Grey
6. Black Swan
7. Blood Sweat & Tears
8. Fake Love
9. Life Goes On
10. Boy with Luv
11. Dynamite
12. Butter
13. Airplane pt. 2
14. Silver Spoon
15. Dis-ease
16. Telepathy
17. Stay
18. So What
19. I Need U[n 1] / Save Me[n 2]
20. Save Me[n 1] / I'm Fine[n 2]
21. Idol

Encore
1. Epilogue: Young Forever[n 3] / We are Bulletproof: the Eternal[n 4] / Spring Day[n 5] / Home[n 6]
2. Spring Day[n 3] / Answer: Love Myself[n 7] / Mikrokosmos[n 6]
3. Permission to Dance
4. My Universe[n 6]

Note
1. 1 2  Scalette del 24 ottobre, del 27 novembre, del 1º e del 2 dicembre 2021.
2. 1 2  Scaletta del 28 novembre 2021.
3. 1 2  Scalette del 24 ottobre e del 28 novembre 2021.
4. ↑  Scaletta del 27 novembre 2021.
5. ↑  Scaletta del 1º dicembre 2021.
6. 1 2 3  Scaletta del 2 dicembre 2021.
7. ↑  Scalette del 27 novembre e del 1º dicembre 2021.

Queste le scalette del 2022:
1. On
2. Fire
3. Dope
4. DNA
5. Blue & Grey
6. Black Swan
7. Blood Sweat & Tears
8. Fake Love
9. Life Goes On
10. Boy with Luv
11. Dynamite
12. Butter
13. Telepathy
14. Outro: Wings
15. Stay
16. So What
17. Idol

Encore
1. Home[o 1] / Spring Day[o 2]
2. Airplane pt. 2[o 3] / Anpanman[o 4] / We are Bulletproof: the Eternal[o 2]
3. Silver Spoon[o 3] / Go Go[o 4]
4. Dis-ease[o 3]
5. Permission to Dance

Note
1. ↑  Scalette del 10 marzo, del 12 marzo, dell'8-9 aprile e del 15-16 aprile 2022.
2. 1 2  Scaletta del 13 marzo 2022.
3. 1 2 3  Scaletta del 10 marzo, dell'8 e del 15 aprile 2022.
4. 1 2  Scaletta del 12 marzo, del 9 e del 16 aprile 2022.

## Date
| Data             | Città     | Stato         | Luogo             | Biglietti venduti / Biglietti disponibili | Incasso     |
| Asia             | Asia      | Asia          | Asia              | Asia                                      | Asia        |
| ---------------- | --------- | ------------- | ----------------- | ----------------------------------------- | ----------- |
| 24 ottobre 2021  | Seul      | Corea del Sud | Stadio Olimpico   | N.D.                                      | N.D.        |
| Nord America     |           |               |                   |                                           |             |
| 27 novembre 2021 | Inglewood | Stati Uniti   | SoFi Stadium      | 214 000 / 214 000                         | $33 300 000 |
| 28 novembre 2021 | Inglewood | Stati Uniti   | SoFi Stadium      | 214 000 / 214 000                         | $33 300 000 |
| 1º dicembre 2021 | Inglewood | Stati Uniti   | SoFi Stadium      | 214 000 / 214 000                         | $33 300 000 |
| 2 dicembre 2021  | Inglewood | Stati Uniti   | SoFi Stadium      | 214 000 / 214 000                         | $33 300 000 |
| Asia             |           |               |                   |                                           |             |
| 10 marzo 2022    | Seul      | Corea del Sud | Stadio Olimpico   | 45 000 / 45 000                           | N.D.        |
| 12 marzo 2022    | Seul      | Corea del Sud | Stadio Olimpico   | 45 000 / 45 000                           | N.D.        |
| 13 marzo 2022    | Seul      | Corea del Sud | Stadio Olimpico   | 45 000 / 45 000                           | N.D.        |
| Nord America     |           |               |                   |                                           |             |
| 8 aprile 2022    | Paradise  | Stati Uniti   | Allegiant Stadium | 200 000 / 200 000                         | $35 900 000 |
| 9 aprile 2022    | Paradise  | Stati Uniti   | Allegiant Stadium | 200 000 / 200 000                         | $35 900 000 |
| 15 aprile 2022   | Paradise  | Stati Uniti   | Allegiant Stadium | 200 000 / 200 000                         | $35 900 000 |
| 16 aprile 2022   | Paradise  | Stati Uniti   | Allegiant Stadium | 200 000 / 200 000                         | $35 900 000 |
| Totale           | Totale    | Totale        | Totale            | N.D.                                      | N.D.        |

1. ↑  I quattro show sono stati seguiti anche in diretta da 18 000 persone allo YouTube Theater, e 581 000 persone si sono collegate al live streaming a pagamento della serata del 2 dicembre, portando il totale a 813 000 presenze.
2. ↑  I tre show sono stati seguiti anche in diretta da 1,4 milioni di persone nei cinema il 12 marzo, e 1,02 milioni di persone si sono collegate al live streaming a pagamento delle serate del 10 e del 13 marzo, portando il totale a 2,46 milioni di presenze.
3. ↑  I quattro show sono stati seguiti anche in diretta da 22 000 persone all'MGM Grand Arena e 402 000 persone si sono collegate al live streaming a pagamento della serata del 16 aprile, portando il totale a 624 000 presenze.

## Riconoscimenti
- E! People's Choice Awards[41]
  - 2022 – Tour dell'anno

## Versione cinematografica
Un film concerto dal titolo BTS: Permission to Dance on Stage – LA, diretto da Sam Wrench e Park Jun-soo e girato il 28 novembre, è stato distribuito su Disney+ l'8 settembre 2022.